# Welland
Pour les articles homonymes, voir Welland (homonymie).
Welland est une ville dans le sud-est de l'Ontario, au Canada. Elle est située dans la péninsule du Niagara, près des villes de Saint Catharines et Niagara Falls.
La ville est remarquable pour sa grande population francophone. Welland est une des quelques communautés du sud de l'Ontario où le pourcentage de Franco-Ontariens dépasse la moyenne de la province.
La population s'élevait au dernier recensement de 2021 à 55 750 habitants où l'on compte 44 445 habitants dont la langue maternelle est l'anglais et 3 980 habitants dont la langue maternelle est le français ce qui représente 7.1% de Franco-Ontariens contre 4.2 % pour l'Ontario en général, selon Statistique Canada (2021).

## Démographie
| 2001   | 2006   | 2011   | 2016   |
| ------ | ------ | ------ | ------ |
| 48 402 | 50 331 | 50 631 | 52 293 |